# Relaciones España-Formosa

Colonias europeas en Formosa hacia el año 1650

Las relaciones España-Taiwán comenzaron por primera vez en 1626 en España, y fue entonces cuando este país gobernó brevemente el norte de Taiwán.

## España (1626-1642)
Debido a que las Bulas del papa Alejandro VI otorgaban las tierras que quedaran al oeste de las Azores a España y las del Este a Portugal, mediante el que se fijó el Tratado de Tordesillas (1494), fue este último el primero en entablar relaciones con China.
El acercamiento español a China llegó a través de Filipinas (1565). Es en Manila, fundada por Miguel López de Legazpi, donde los españoles entran en contacto con las redes comerciales que llegaban desde las costas chinas. Años más tarde, en 1626, los españoles conquistan la isla Hermosa (Taiwán) y allí permanecen hasta que en 1642 son expulsados por los holandeses.